# Lokal slinga, Gävle
Lokal slinga är i Gävle den yttre centrumtangerande ringled som utgörs av Staketgatan, Västra vägen, Parkvägen, Kaserngatan, Södra Fältskärsgatan och Norra Fältskärsgatan.
Den lokala slingan har god tillgänglighet från det regionala och nationella vägnätet (till exempel E4, E16 och riksväg 76), liksom till målpunkter inom slingan som till exempel parkeringshus.
Korsningen mellan Norra Fältskärsgatan och Staketgatan är en fullständigt planskild trafikplats; övriga korsningar är plankorsningar samt i tre fall delvis planskilda.
Den yttre centrumtangerande ringleden började inrättas under 1960-talet och var tänkt att kompletteras med en inre centrumtangerande ringled, vilken aldrig genomfördes med undantag för två kvarter av Stora Esplanadgatan mellan Nygatan och Staketgatan samt några gatubreddningar på Kaplansgatan.